# Mignon (Alabama)
Pour les articles homonymes, voir Mignon (homonymie).
Mignon est une census-designated place située dans le comté de Talladega, dans l’État de l’Alabama, aux États-Unis. Sa population s’élevait à 1 284 habitants lors du recensement de 2010.